# کینگ لانگ
کینگ لانگ (انگلیسی: King Long) شرکت خودروسازی چینی است، که در سال ۱۹۸۸ تأسیس شد.